# Nicolás Navarro (actor)
Nicolás Navarro Pérez (Zaragoza, 1891 - Madrid, 2 de mayo de 1958) fue un actor español.

## Biografía
Tras cursar estudios de medicina comenzó su carrera artística en 1910, debutando en su ciudad natal, para pasar seguidamente a la Compañía de Manuel Salvat y posteriormente en la de Francisco Morano y en la del Teatro Infanta Isabel de Madrid, con la que estrena, entre otras Los caminos de Roma, con María Bru y Antonia Plana y  La Pimpinela Escarlata (1922)
El 23 de abril de 1924 contrae matrimonio con la actriz María Bassó, con la que forma compañía, interpretando, en años sucesivos Ha entrado una mujer (1925), de Suárez Deza, Ángela María (1925), de Carlos Arniches, La tonta del bote (1926), de Pilar Millán Astray en el Teatro Lara de Madrid, La araña de oro (1929), Mariquilla Terremoto (1930), de los Hermanos Álvarez Quintero, La culpa fue de aquel maldito tango (1933), de Francisco Ramos de Castro o Mi vida es mía (1935), de Augusto Martínez Olmedilla y ya después de la Guerra civil, Las hijas de Lot (1939), en el Teatro Eslava, El retraso (1941), Un americano en Madrid (1942) - de la que es autor - en el Teatro Maravillas, El hijo de Curro Molina (1944), Madame Pepita (1946), de Gregorio Martínez Sierra, Cita en el más allá (1947), de Araceli Silva y La señora, sus ángeles o el diablo (1948), de Víctor Ruiz Iriarte.
Desde el inicio de los años 50 fue retirándose de los escenarios si bien aún trabajó en alguna pieza como Esa... (1951), con María Fernanda Ladrón de Guevara. Sin embargo, una grave afección en la garganta le retiró definitivamente de la interpretación, dedicándose entonces a la representación de su esposa y de su hija.
Padre de los actores Félix y María Esperanza Navarro y del guionista José Luis Navarro Basso.